# Roberto Innocenti
Pour les articles homonymes, voir Innocenti.
Roberto Innocenti, né à Bagno a Ripoli, près de Florence (Italie) le 16 février 1940, est un illustrateur italien.

## Biographie
À l'âge de 13 ans, pour aider sa famille, il quitte l'école et travaille dans une fonderie d'acier, de 1953 à 1958. Puis il est vendeur dans une galerie d'art. Autodidacte, il est dessinateur dans un studio d'animation à Rome, affichiste pour le cinéma et le théâtre, graphiste pour l'édition de livres et de magazines, avant de se consacrer définitivement à l'illustration de livres, dans un style pictural réaliste mais toujours marqué d'une grande sensibilité.
Il excelle à recréer des décors évocateurs pour aller au-delà de la simple histoire, apportant une véritable chronique sociale tout en permettant au lecteur, quel que soit son âge, de découvrir tout un univers. Ainsi, il situe l'histoire de Pinocchio dans la Toscane du XIXe siècle. Pour Cendrillon, il choisit l'Angleterre des années 1920.
Après une enfance vécue dans le fascisme italien, il œuvre activement pour la mémoire, avec ses illustrations de Rose blanche et L'Étoile d'Erika. En 1986, il obtient la "Mention" Premio Grafico Fiera di Bologna per la Gioventù de  la Foire du livre de jeunesse de Bologne (Italie) pour l'ouvrage jeunesse Rose blanche qu'il a illustré, sur un texte de Christophe Gallaz.
Le Prix Hans Christian Andersen illustration lui a été décerné en 2008 pour l'ensemble de son œuvre.

## Œuvre
- Rose blanche, texte de Christophe Gallaz, Gallimard Jeunesse, 1985 puis 1990 ; Les 400 coups, 2010
- Les Aventures de Pinocchio, texte de Carlo Collodi, Gallimard Jeunesse, 1988 ; réédition 2005
- Cendrillon, texte de Charles Perrault, Grasset Jeunesse, 1990 ; réédition 2001
- Un chant de Noël, texte de Charles Dickens, Gallimard Jeunesse, 1991
- Les Destructeurs, texte de Graham Green, La Joie de lire, 1993
- Casse-noisette, texte d'E.T.A. Hoffmann, Gallimard Jeunesse, 1996
- L'Auberge de nulle part, texte de J. Patrick Lewis, Gallimard Jeunesse, 2002
- La Maison, texte de J. Patrick Lewis, Gallimard Jeunesse, 2010
- L'Étoile d'Erika, texte de Ruth Van der Zee, Milan, 2003
- La Petite Fille en rouge, texte de Aaron Frisch, Gallimard jeunesse, 2013
- Mon bateau, texte et illustrations de Roberto Innocenti, trad. de l'anglais par Louise Le Corff et Émilie Nief, Gallimard jeunesse, 2018  (ISBN 9782075101288).

## Prix et distinctions
- Pomme d'Or de Bratislava[2] (BIB) 1985 pour ses illustrations de Rose blanche (texte de Christophe Gallaz)
- "Mention" Premio Grafico Fiera di Bologna per la Gioventù 1986, de  la Foire du livre de jeunesse de Bologne[1] (Italie) pour ses illustrations de Rose blanche (texte de Christophe Gallaz)
- Notable Book citation, American Library Association (ALA)
- Honor Book citation, Boston Globe-Horn Book, Mildred L. Batchelder Award, ALA, 1986, pour Rose Blanche
- Kate Greenaway Medal Highly Commended citation, British Library Association, 1988, pour Pinocchio
- Best Illustrated citation, New York Times, 1990
- Kate Greenaway Medal Commended citation, 1990
- Pomme d'Or de Bratislava[2] (BIB) 1991 pour ses illustrations  de Un chant de Noël (texte de Charles Dickens)
- (international) « Honour List » 1992[3] de l' IBBY, catégorie Illustration, pour Les Aventures de Pinocchio (texte de Carlo Collodi)
- Plaque d'Or de Bratislava[2] (BIB) 1997 pour ses illustrations de Casse-Noisette (texte de Ernst Theodor Amadeus Hoffmann)
- "Mention" Fiction prix BolognaRagazzi 2003 de  la Foire du livre de jeunesse de Bologne, pour L'auberge de nulle par (texte de J. Patrick Lewis)
- Nomination au prix Hans Christian Andersen, catégorie Illustration 2004.
- Prix Hans-Christian-Andersen catégorie Illustration, 2008.
- Prix Sorcières du meilleur album pour La Petite Fille en rouge (texte de Aaron Frisch), 2014.